# Brissopsis zealandiae
Brissopsis zealandiae is een zee-egel uit de familie Brissidae.
De wetenschappelijke naam van de soort werd in 1921 gepubliceerd door Theodor Mortensen.